# Et dec una nit de divendres
Et dec una nit de divendres (2012) és una pel·lícula catalana per a televisió estrenada el 29 de juny de 2013 a TV3. Fou escrita i dirigida per Dimas Rodríguez, i protagonitzada per Aina Clotet i Jordi Andújar. Tot i que tots els personatges ronden la trentena, és una posada al dia de l'univers de les comèdies adolescents de John Hughes.

## Argument
Sàmid (Jordi Andújar) no pot oblidar la seva exparella, i el seu amic Pepito (Marc Bertran) se l'emporta en un biscúter al festival popArb d'Arbúcies. Allí coneix a Laura (Aina Clotet), una noia amb la qual acabarà passant tota la nit, xerrant i gaudint de les actuacions del festival. Durant la nit també es retroba, per casualitat, amb Eco (Sara Loscos), la seva antiga parella, i amb el seu nou xicot, que es fa dir Ojo Avizor (Marc Rodríguez). En diverses escenes una unitat mòbil de televisió entrevista a alguns dels artistes que van participar en l'edició del 2011 del festival, però els protagonistes interfereixen invariablement cada entrevista.

## Llista d'intèrprets
- Jordi Andújar - Sàmid
- Marc Bertran - Pepito
- Dani Campos - Crackito
- Aina Clotet - Laura
- Alberto Díaz - Aldo
- Biel Duran - Leo Lorton
- Marina Francisco - Eva
- Sara Loscos - Eco
- Carme Poll - Sandra
- Marc Rodríguez - Ojo Avizor
- Raquel Salvador - Sunset
- Oriol Vila - Niko

## Banda sonora
A part de les diverses actuacions gravades en viu, la música original de la pel·lícula és del músic català Raül Fernández Miró (Refree).
1. Cine
2. Eco-Sàmid
3. Laura
4. Ojo Avizor
5. Viatgers

## Aspectes tècnics
La producció és d'IMUFF Producciones SL i Televisió de Catalunya. Els productors foren Ricard Alegre i Bernat Gascón. Fou escrita per Dimas Rodríguez Gallego i Xavier Vázquez, i dirigida per Dimas Rodríguez. Sergi López Graells fou el director de fotografia. La durada de la pel·lícula és de 70 minuts.